# Pałac Karlsburg

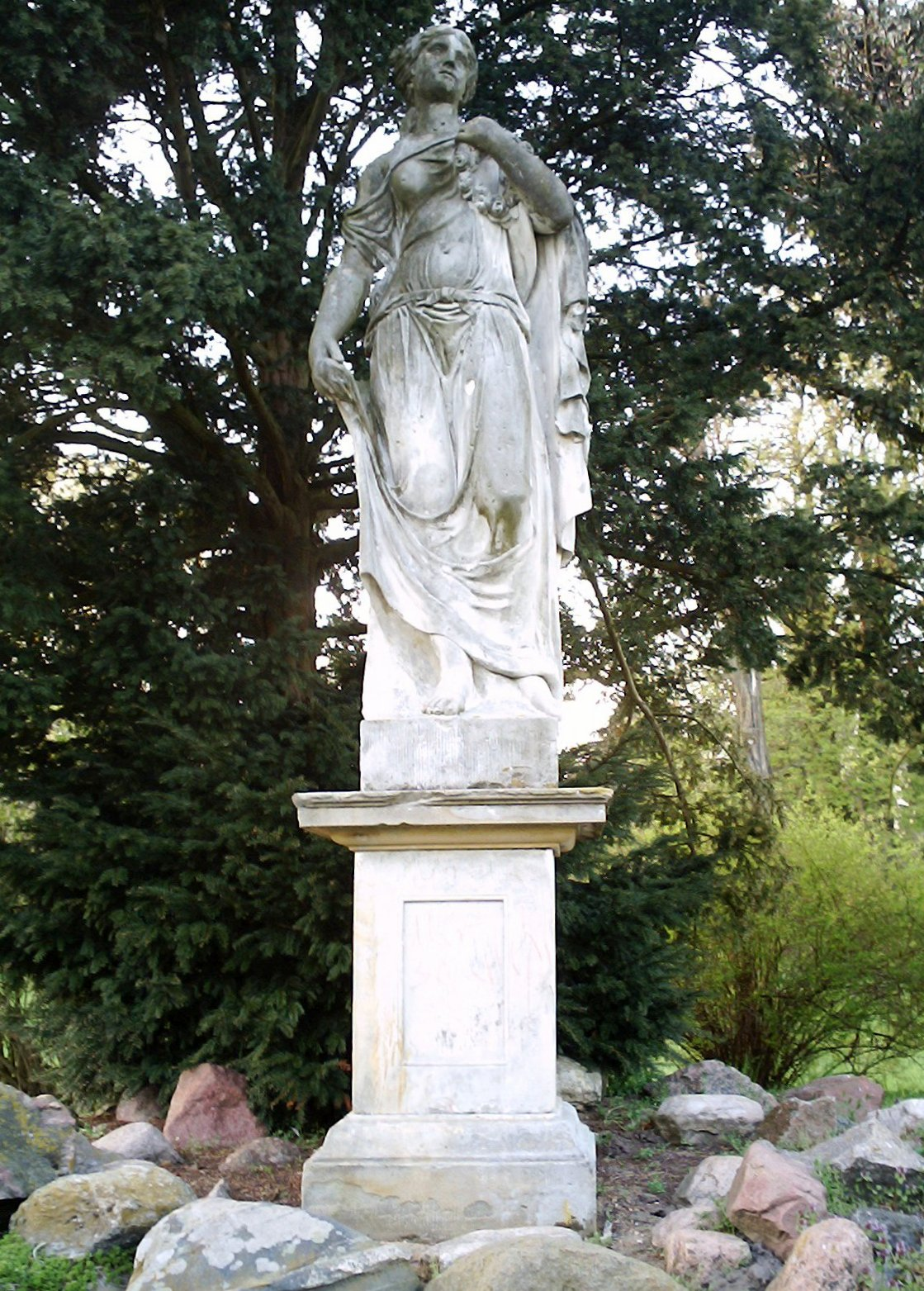
Posąg bogini Flory w ogrodzie pałacowym

Pałac Karlsburg (niem. Karlsburg Schloss) – pałac w gminie Karlsburg na terenie Pomorza Przedniego w niemieckim kraju związkowym Meklemburgia-Pomorze Przednie.
Budowę pałacu, rozpoczętą w 1731 roku z inicjatywy Carla Heinricha Behrenda von Bohlen (1705–1757), przerwał pożar w 1732 roku; kontynuowano ją w latach 1732-1739, gdy powstała zasadnicza część budowli, zaprojektowanej jako rezydencjonalny pałac w stylu barokowym.
W latach 1731-1828 Karlsburg był rezydencją rodziny von Bohlen; od 1828 do 1945 roku należał do hrabiów von Bismarck-Bohlen. Po zakończeniu II wojny światowej urządzono w nim obóz dla przesiedleńców i tymczasowy szpital. W 1947 roku został siedzibą domu opieki społeczno-medycznej dla chorych na cukrzycę, później przekształconego w Krajowy Instytut do spraw Cukrzycy (niem. Zentralinstitut für Diabetes), który mieścił się w nim do 1990 roku. Od 1990 roku pałac należy do kraju związkowego Mecklemburgii-Pomorza Przedniego i jest administrowany przez uniwersytet w Greifswaldzie; działają w nim instytucje naukowe i medyczne. Na pałacu odbywają się również koncerty i imprezy kulturalne, między innymi w ramach Festiwalu Meklemburgii-Pomorza Przedniego.
Łączna powierzchnia użytkowa pałacu to około 2460 metrów kwadratowych. Budynek składa się z około 140 pomieszczeń, w tym 100 pomieszczeń różnej wielkości na parterze i wyższych kondygnacjach oraz około 40 pomieszczeń w piwnicach.
Na terenie parku pałacowego, pierwotnie zaprojektowanego w połowie XVIII wieku jako ogród francuski i przekształconego w 1800 roku w park krajobrazowy w angielskim stylu ogrodowym, znajduje się staw z wysepką, na której stoi XVIII-wieczny marmurowy posąg bogini Flory.